# Giacomo Oddi
Giacomo Oddi, né le 11 novembre 1679 à Pérouse (Italie, province de Pérouse, région d'Ombrie, alors dans les États pontificaux, et mort dans la même ville le 2 mai 1770, est un cardinal italien du XVIIIe siècle.

## Biographie
En 1732, Giacomo Oddi est nommé archevêque titulaire de Laodicée (de) et est envoyé comme nonce apostolique à Cologne, puis dans la république de Venise en 1735 et au Portugal (en) en 1739.
Le pape Benoît XIV le crée cardinal lors du consistoire du 9 septembre 1743. Il est légat apostolique dans le duché d'Urbino en 1743 et en Romagne en 1746.
En 1749, Giacomo Oddi est transféré vers le diocèse de Viterbe et Toscanella. Il participe au conclave de 1758, lors duquel Clément XIII est élu pape et à celui de 1769 (élection de Clément XIV).
Giacomo Oddi est un neveu du cardinal Antonio Banchieri (1726) et l'oncle du cardinal Niccolò Oddi (1766).

### Sources
- Fiche du cardinal Giacomo Oddi sur le site fiu.edu